# Sissi – młoda cesarzowa
Sissi – młoda cesarzowa (niem. Sissi – Die junge Kaiserin) – austriacki film kostiumowy z 1956 roku w reżyserii Ernsta Marischki.
Film jest drugą częścią trylogii o życiu cesarzowej Elżbiety Bawarskiej, zwanej Sissi i kontynuacją filmu Sissi z 1955 roku. Trzecią częścią był film Sissi – losy cesarzowej z 1957 roku.

## Obsada
- Romy Schneider – Sissi
- Karlheinz Böhm – Franciszek Józef I
- Erich Nikowitz(inne języki) – arcyksiążę Franz-Karol
- Vilma Degischer – arcyksiężna Zofia
- Magda Schneider(inne języki) – księżna Ludovika
- Gustav Knuth(inne języki) – książę Max
- Iván Petrovich(inne języki) – dr Falk
- Walter Reyer – hrabia Andrássy
- Josef Meinrad(inne języki) – Böckl
- Karl Fochler(inne języki) – hrabia Grünne
- Senta Wengraf(inne języki) – hrabina Bellegarde
- Helene Lauterböck(inne języki) – hrabina Esterhazy
- Egon von Jordan(inne języki) – premier
- Richard Eybner(inne języki) – listonosz
- Hans Ziegler(inne języki) – dr Seeburger
- Hugo Gottschlich(inne języki) – Hüttenwirt
- Joseph Egger(inne języki) – mistrz ceremonii Nepalek